# Georges-H. Smith
 (décembre 2021).
Si vous disposez d'ouvrages ou d'articles de référence ou si vous connaissez des sites web de qualité traitant du thème abordé ici, merci de compléter l'article en donnant les références utiles à sa vérifiabilité et en les liant à la section « Notes et références ».
Georges-H. Smith (22 novembre 1885 à Saint-Jérôme, Québec, Canada - 31 mars 1950 à St. Petersburg, Floride, États-Unis) est un homme d'affaires et homme politique canadien.

## Biographie
Georges-Henri Smith est né le 22 novembre 1885 à Saint-Jérôme dans le comté de Terrebonne. Il est le fils de Napoléon Smith et de Marie-Louise Faust. Il épouse en 1916 Albertine Gagnon fille de Louis Gagnon et Philomène Lemay de Sainte-Rose, comté de Laval. Ils ont trois filles : Madeleine, Lucienne et Louise. Il fait ses études au collège des Pères de Sainte-Croix à Farnham. Diplômé en commerce, il occupe le poste de télégraphiste pour le Grand Tronc pour ensuite s’établir à Chicoutimi en 1908. Il travaille pour l’entreprise familiale la Compagnie Georges Smith Ltée dont il prend la direction 13 ans plus tard. De plus, il occupe le poste de président de la Compagnie Industrielle de Chicoutimi. Il œuvra dans le domaine forestier et de la fabrication de meubles, fournitures de maisons, portes et châssis, etc. En 1930, il est élu conseiller municipal pour le quartier centre de Chicoutimi et est maire de la ville pendant quatre mandats consécutifs de 1938 à 1950. En 1948, il devient vice-président de l’Union des municipalités du Québec. Impliqué socialement dans son milieu, il est vice-président de la Chambre de commerce de Chicoutimi, Chevalier de Colomb et membre du Service social pour l’Enfance. Il est décédé le 31 mars 1950 à St. Petersburg en Floride.
Dans le centre-ville de Chicoutimi, il y a le complexe d'habitation Georges-Smith communément appelé "Les Blocs Smith" nommé en son honneur. Ils sont situés au 72 rue Smith Ouest (La rue est également en son honneur) et au 75 rue Racine ouest sur le terrain même où était située la Compagnie Georges Smith Ltée.